# Hällskog, Hedesunda
Hällskog är en liten by vid Dalkarlsbo vid Dalälven i Hedesunda socken, Gävle kommun. Här finns en av Utomälvens trevligaste badplatser. En känd bergformation ut i Dalälven här är Kärringberget.